# Alejo Eslavo

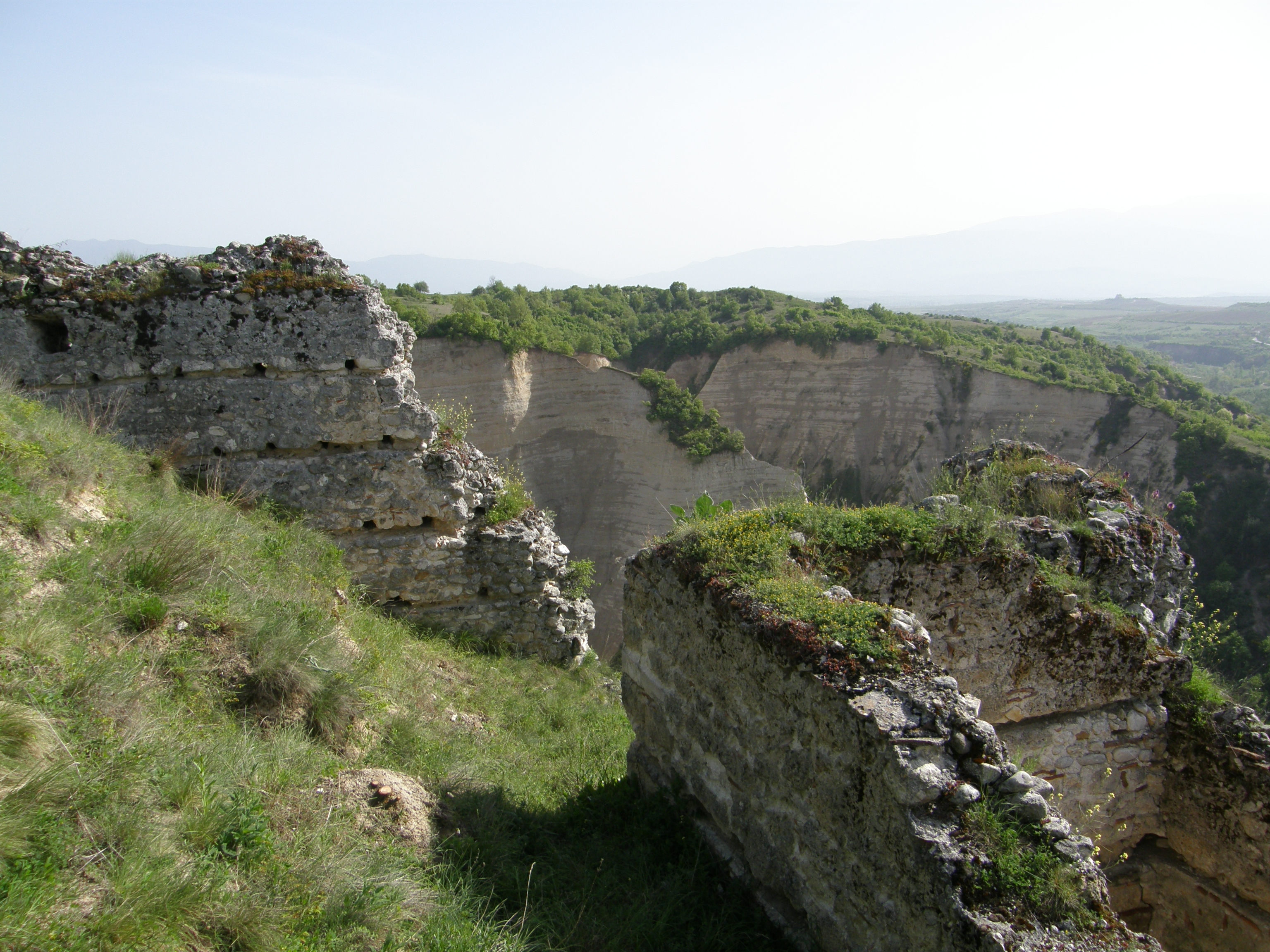
Fortaleza de Alejo Eslavo cerca de Melnik.

Mapa de los Balcanes a principios del, el dominio de Alejo puede verse en amarillo.

Alejo Eslavo (en búlgaro: Алексий Слав, en griego: Ἀλέξιος Σθλαῦος) fue un noble búlgaro del siglo xii y xiii y miembro de la dinastía Asen. Era sobrino de los tres primeros monarcas del Segundo Imperio búlgaro, Teodoro Pedro, Iván Asen I y Kaloján. Fue probablemente el primer gobernador medieval del Ródope, y luego se convirtió en autócrata de aquel territorio.

## Biografía
Alejo fue mencionado por primera vez como uno de los nobles opositores a la ascensión de Boril al trono de Bulgaria. Se casó con la hija del emperador latino, Enrique de Flandes, en noviembre de 1208, dejando Tarnovo y estableciéndose el mismo como gobernante independiente sobre la mayor parte de los Montañas Ródope. Alejo Eslavo se convirtió en vasallo de Enrique después de la derrota búlgara cerca de Filipópolis. Enrique se comprometió en apoyar sus aspiraciones al trono búlgaro y le confirió el título de déspota.
En 1211, combatió contra Boril junto con el Despotado de Epiro, extendiendo el territorio de su estado y capturando la fortaleza de Mélnik, a donde se trasladó su capital desde Tsepina en 1215, y se convirtió en autócrata. En su nueva capital, Alejo tenía su propia corte real; esta estaba compuesta por búlgaros así como francos (o latinos) (un sebasto franco fue mencionado en un epígrafe contemporáneo). El déspota Alejo es también conocido por haber emitido una carta donando un poder feudal al cercano monasterio de la Madre de Dios de la Cueva, cercana a Mélnik, en 1220. En este documento, Alejo menciona que el monasterio era propiedad del déspota y zar, una prueba de confianza en su propio poder.
Su estado se convirtió una vez más en parte del Segundo Imperio búlgaro después de la batalla de Klokotnitsa el 9 de marzo de 1230; después de diciembre de 1228, su nombre ya no es mencionado en las fuentes históricas. Alejo se casó dos veces: primero con una hija desconocida de Enrique de Flandes y luego después de su muerte, con la hija de un miembro de la familia Petralifas, cuñado de Teodoro Comneno Ducas, gobernante de Epiro (tal vez el sebastocrátor Juan Petralifas). Las fuentes no dan información acerca de su progenie.